# Елементарне игре
Елементарне игре представљају ефикасно средство за реализацију активности физичког васпитања код деце млађег школског узраста.

## Основне карактеристике елементарних игара
Елементарне игре су једно од основних средстава која се веома често примењују у настави физичког васпитања. Због свог широког спектра активности различитог интензитета, које се наизменично смењују, игре представљају идеалан избор код деце различитих узраста и способности. Неопходно је познавати основне карактеристике и методичке напомене приликом избора различитих игара како би се њима остварила позитивна дејства на дечији организам. 
- Доступност и једноставност усвајања;
- Могућност извођења у различитим просторним условима, на различитим подлогама;
- Број учесника није кључан, и подложан је промени;
- Изазивају ведро расположење;[2][3]

## Значај елемантарних игара
Значај игре у основи се изражава кроз два основна аспекта: биолошки и педагошки. Биолошки значај игре, c обзиром да су у њеној структури најразличитији облици кретања, огледа се у свестраном утицају на телесни раст и развој детета. Педагошки аспект може се изразити као утицај игре на развој самосталности. сналажљивости, присебности, одважности, ширење представа, развој пажње, памћења, емоција, колективизма, итд.